# 베른하르트 로이드
베른하르트 로이드(독일어: Bernhard Lloyd, 1960년 6월 2일 ~ )는 독일 신스팝 밴드 알파빌의 전 멤버이자 공동 창립자이다.